# Diecezja Tacámbaro
Diecezja Tacámbaro (łac. Dioecesis Tacambarensis) – diecezja Kościoła rzymskokatolickiego w Meksyku, sufragania  archidiecezji Morelia. 

## Historia
26 lipca 1913 roku papież Pius X erygował diecezję Tacámbaro. Dotychczas wierni z tych terenów należeli do archidiecezji Morelia.
30 kwietnia 1962 roku diecezja utraciła część swego terytorium na rzecz nowo powstającej diecezji Apatzingán, zaś 27 października 1964 roku na rzecz diecezji Ciudad Altamirano.

## Ordynariusze
- Leopoldo Lara y Torres (1920 - 1933)
- Manuel Pío López Estrada (1934 - 1939)
- José Abraham Martínez Betancourt (1940 - 1979)
- Luis Morales Reyes (1979 - 1985)
- Alberto Suárez Inda (1985 - 1995)
- Rogelio Cabrera López (1996 - 2001)
- José Luis Castro Medellín MSF (2002 - 2014)
- Gerardo Díaz Vázquez (2014 - 2023)
- Juan Carlos Arcq Guzmán (od 2024)